# Veľká Čausa
Veľká Čausa (in ungherese Nagycsóta) è un comune della Slovacchia facente parte del distretto di Prievidza, nella regione di Trenčín.